# Сулаже
Сулаже́ (фр. Soulatgé) — коммуна во Франции, находится в регионе Лангедок — Руссильон. Департамент коммуны — Од. Входит в состав кантона Мутуме. Округ коммуны — Каркасон.
Код INSEE коммуны — 11384.

## Население
Население коммуны на 2008 год составляло 107 человек.
| 1962 | 1968 | 1975 | 1982 | 1990 | 1999 | 2008 |
| ---- | ---- | ---- | ---- | ---- | ---- | ---- |
| 100  | 80   | 62   | 82   | 90   | 92   | 107  |

## Экономика
В 2007 году среди 81 человек в трудоспособном возрасте (15—64 лет) 50 были экономически активными, 31 — неактивными (показатель активности — 61,7 %, в 1999 году было 52,5 %). Из 50 активных работали 37 человек (19 мужчин и 18 женщин), безработных было 13 (10 мужчин и 3 женщины). Среди 31 неактивных 5 человек были учениками или студентами, 6 — пенсионерами, 20 были неактивными по другим причинам.